# Стража (Смолянська область)
Стра́жа (болг. Стража) — село в Смолянській області Болгарії. Входить до складу общини Смолян.

## Населення
За даними перепису населення 2011 року у селі проживали 116 осіб.
Національний склад населення села:
| Національність   | Кількість осіб | Відсоток |
| ---------------- | -------------- | -------- |
| болгари          | 91             | 93,8%    |
| турки            | 0              | 0%       |
| цигани           | 0              | 0%       |
| інша             | 6              | 6,2%     |
| не визначились   | 0              | 0%       |
| Всього відповіли | 97             |          |

Розподіл населення за віком у 2011 році:
Динаміка населення: